# Николаевская городская больница
Николаевская городская больница — больница в Ростове-на-Дону.

## История

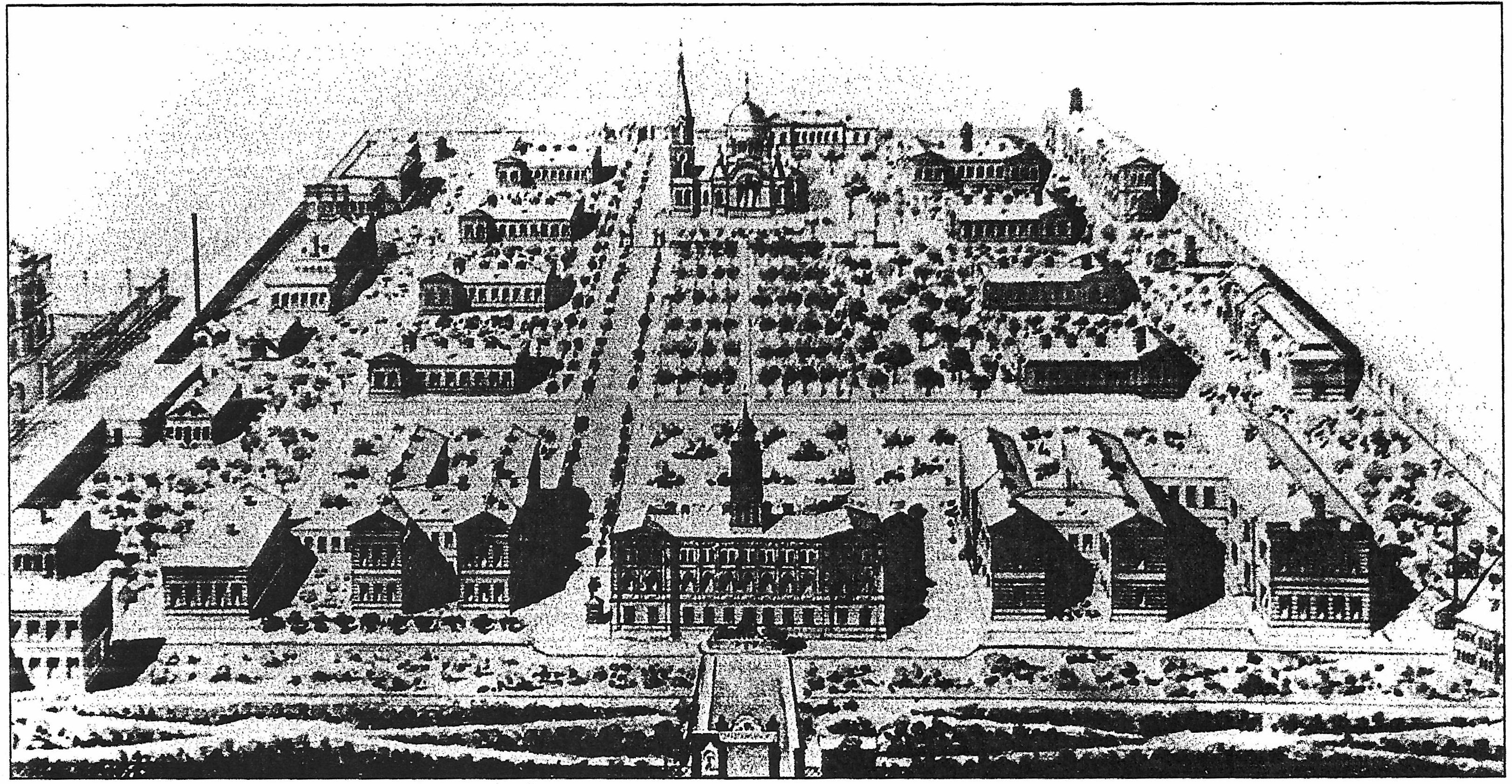
Проект Николаевской больницы

Ростовская городская больница, открытая в 1856 году, многие годы находилась в наёмном здании. Проект постройки собственного здания, составленный в 1857 году, не был реализован из-за недостатка городских средств. В 1884 году больницу разместили в бараках госпиталя Красного креста, срочно построенных в 1877 году в связи с Русско-турецкой войной. Бараков не хватало, гигиена в них была недостаточной, и согласно постановлению Городской Думы, весной 1890 года решено было приступить к сооружению новых капитальных больничных зданий. Кроме этого, предполагалась постройка собственной больничной церкви. Общая смета составила значительную сумму в почти 400 тысяч рублей, поэтому кроме городской казны, были использованы пожертвования горожан. Газета «Ведомости Ростовской-на-Дону городской управы» сообщала, что «прилив пожертвований идёт далеко впереди технической возможности самой скорой постройки».
Торжественная закладка больницы состоялась 18 апреля 1890 года, и первоначально она была названа больницей Красного креста. Впоследствии она получила название «Николаевской» — по просьбе горожан в память о спасении цесаревича Николая II при покушении на его жизнь во время путешествия в Индию, Китай и Японию (где собственно было совершено покушение).
Проект больницы, включая каменную церковь Красного креста (церковь Михаила Архангела), был разработан ростовским архитектором Н. М. Соколовым. Согласно проекту, предполагалось выстроить 13 зданий: одно — трехэтажное (административный корпус), два — двухэтажных и десять — одноэтажных. К началу XX века больница уже имела анатомический театр, амбулаторию, прачечную, приют для душевнобольных и пастеровскую станцию.

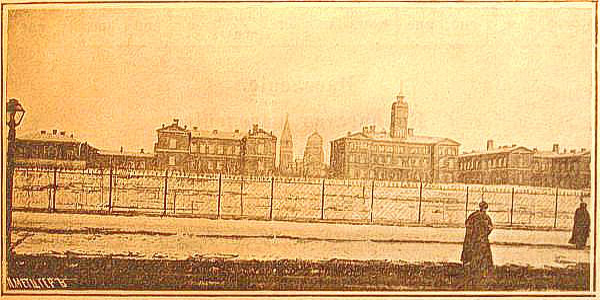
Панорама больницы (в центре − церковь Красного креста)

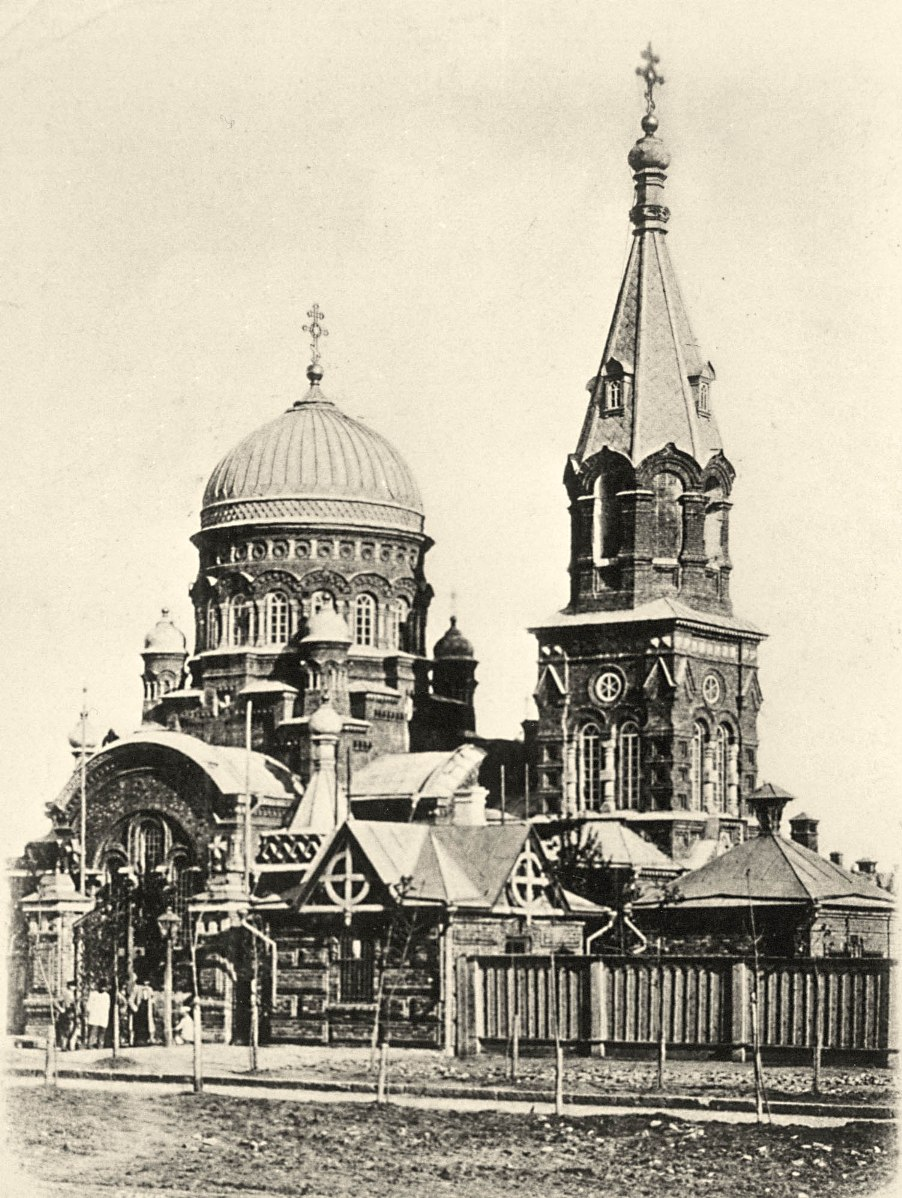
Церковь Красного креста (разрушена)

В ходе строительства проектное решение было изменено, и в итоге было построено около 30 корпусов различного назначения, составлявших архитектурный ансамбль. Корпуса были отделены друг от друга садиками, а вся больница от улицы Большой Садовой ― парком в две десятины. В «Отчёте Ростовской городской Николаевской больницы за 1900 г.», составленном главным врачом — доктором медицины Н. В. Парийским, сообщалось, что Ростовская больница была одной из лучших на юге России.
В 1915 году в некоторых помещениях больницы разместился медицинский факультет переехавшего в Ростов-на-Дону Варшавского университета. В сентябре 1922 года Николаевская больница перебралась в только что созданную Центральную больницу № 1 города Ростова-на-Дону, а все её корпуса занял Варшавский университет, преобразованный в Ростовский медицинский институт.
В 1960-е годы главный корпус здания был разрушен и на его месте возведён новый корпус Ростовского медицинского института. Значительная часть первоначальных построек сохранилась на улице Пушкинской и переулке Нахичеванском.